# Wolfram代码
Wolfram 代码 是用于一维元胞自动机规则的命名系统，由史蒂芬·沃爾夫勒姆在1983年发表的一篇论文中提出，并且在他的著作《一种新科学》中使用。
该代码基于如下的观测，作为邻域中的状态的函数、指定自动机中每个元胞新状态的表格可被解释为 S 元位置数字系统中的 k 位数，其中 S  是自动机中每个元胞可能的状态数，k = S2n + 1 是邻域配置的数目，而 n 是邻域的半径。因此， 特定规则的 Wolfram 代码是 0 到 SS2n + 1 − 1 范围内的一个数字，并且是从 S 元转换到十进制的数字。